# Ventastega
Ventastega curonica − wymarły gatunek kręgowca, żyjącego w okresie końcowego dewonu, około 365 milionów lat temu. Było to jedno z ogniw łączących łańcuch ewolucyjny ryb i kręgowców lądowych. Pokrojem ciała zwierzę przypominało aligatora, jednak najprawdopodobniej jest boczną, wymarłą gałęzią wczesnych kręgowców. Gatunek ten został opisany w 1994 roku w oparciu o szczątki znalezione na dwóch stanowiskach na Łotwie – Ketleri nad rzeką Windawą i Pavāri nad rzeką Ciecere.